# Шимбарські пагорби (туристський шлях)
Маршрут «Шамбарські пагорби» – туристський маршрут, розроблений по території Картузького і Гданського повітів з Сераковиць до Сопота, через Кашубщину, історичну область у Поморському воєводстві Польщі (приблизно 122 км в довжину).

## Траса Маршруту

### Міраховські ліси у Кашубському ландшафтному парку
- Сераковіце
- Буковське озеро
- Заповідник Туржицове озеро
- Лончкі у с. Шопа

### Кашубська Швейцаріяв межах Кашубського Ландшафтного Парку і Шимбарських пагорбів
- Вигода-Лончинська
- Лончино
- Кашубська брама
- Згожале
- Унірадзе
- Голубе
- Голубенський Ботанічний Сад
- Озеро Кнево
- Потули
- Шимбарк
- Пік Вежиця
- Ронти
- Славкі

### Відрізок радунсько-пшивідзький
- Вичехово
- Борч
- Майдани
- Гута-Дольна
- Маршево
- Czapelsko
- Озеро Лапінське
- Озеро Лапіно Верхнє
- Озеро Отомінське
- Кокошки
- Матарня

### Ландшафтний Парк Труймейський
- Долина Радості
- Південний природний заповідник в долині Ева
- Долина Свемировська
- Вовчий Яр
- Лісова Опера
- Сопот

## Галерея

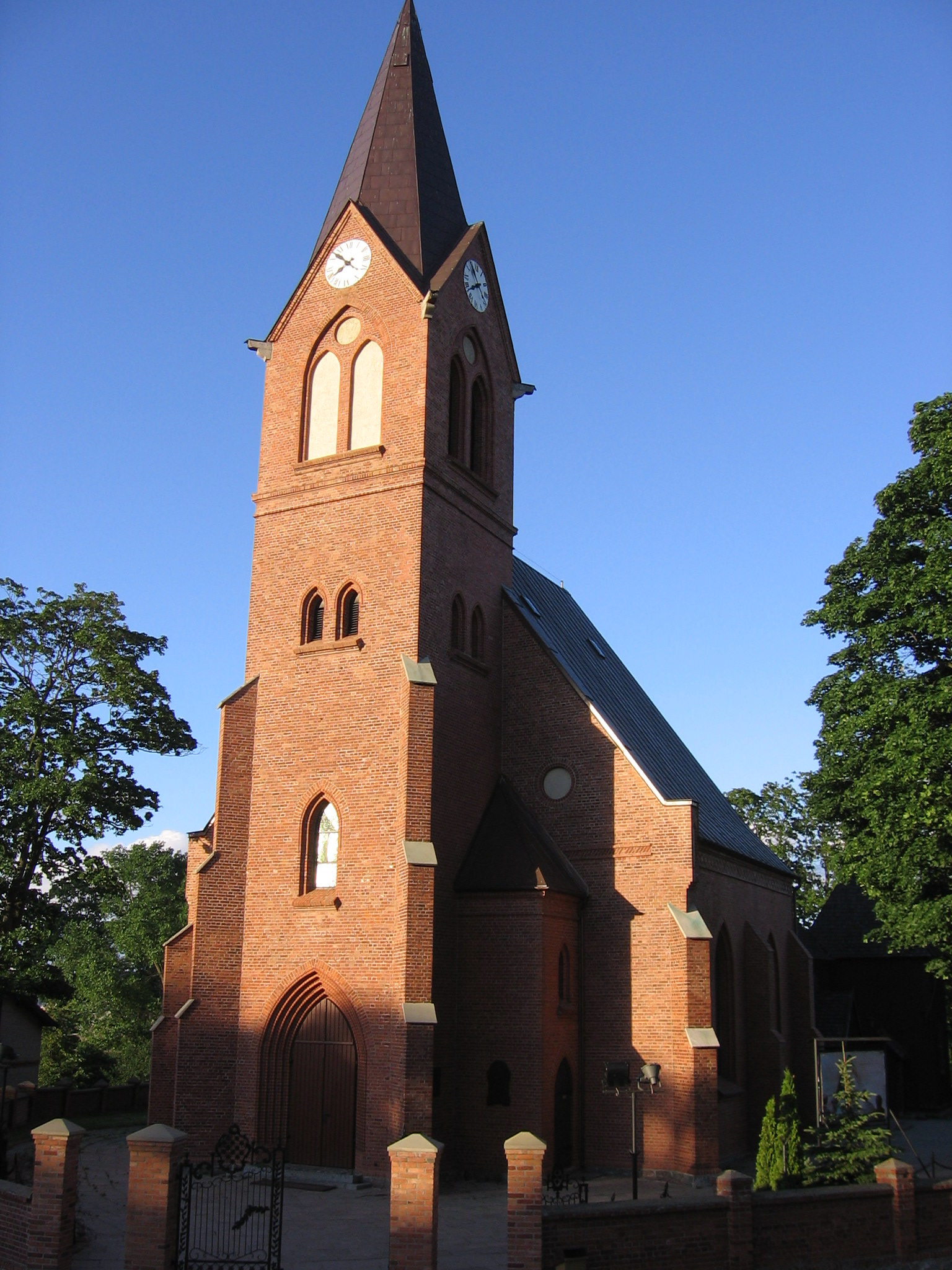
Церква в Sierakowicach
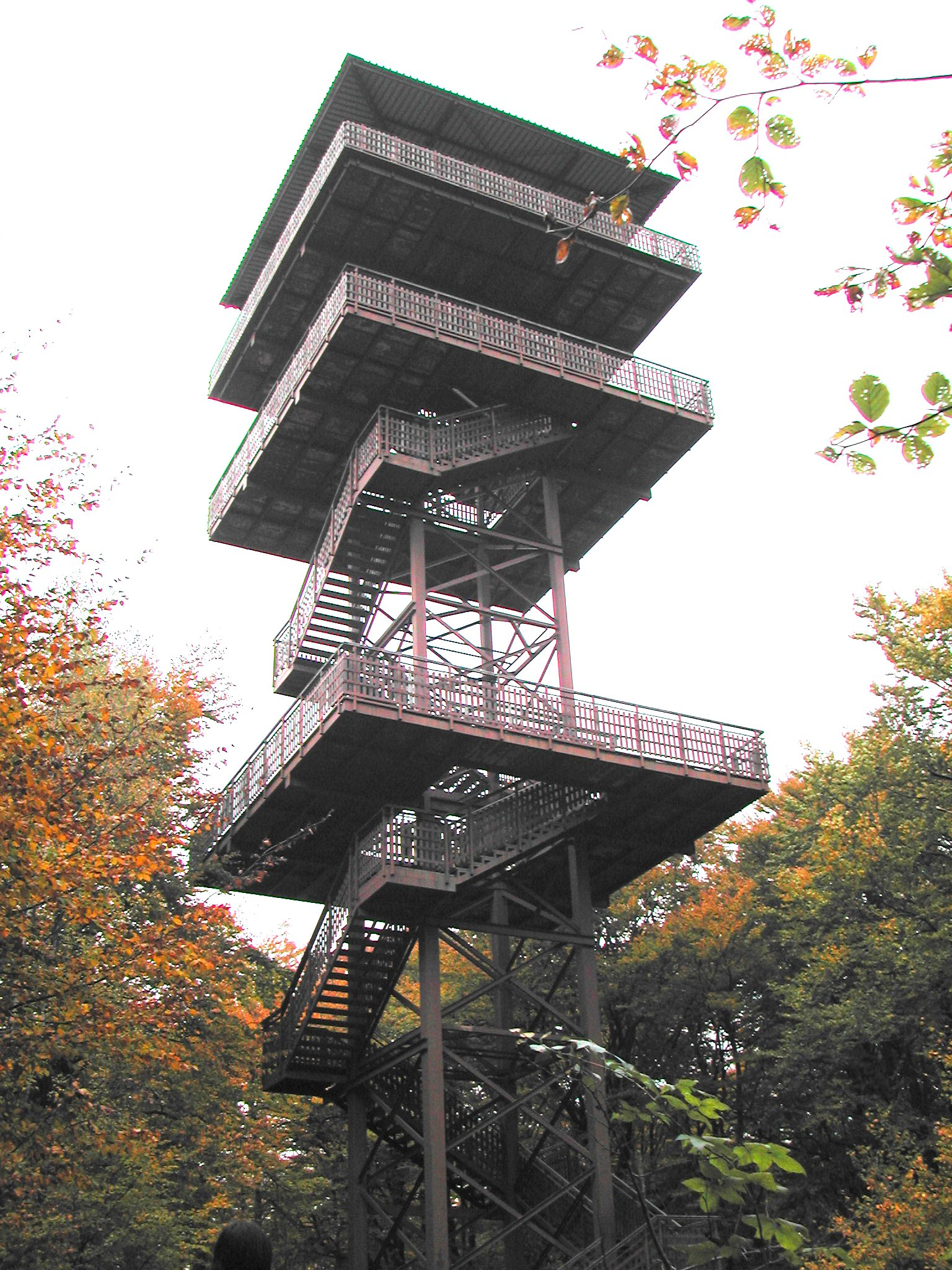
Заповідник Пік Вежиця
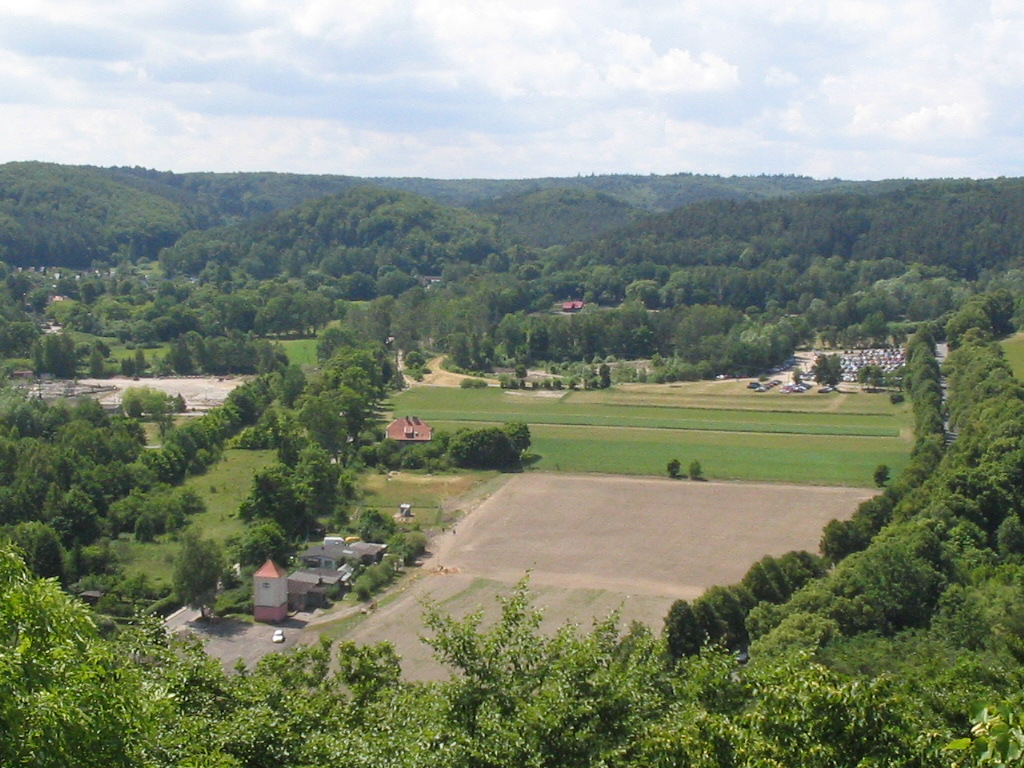
Долина Радості
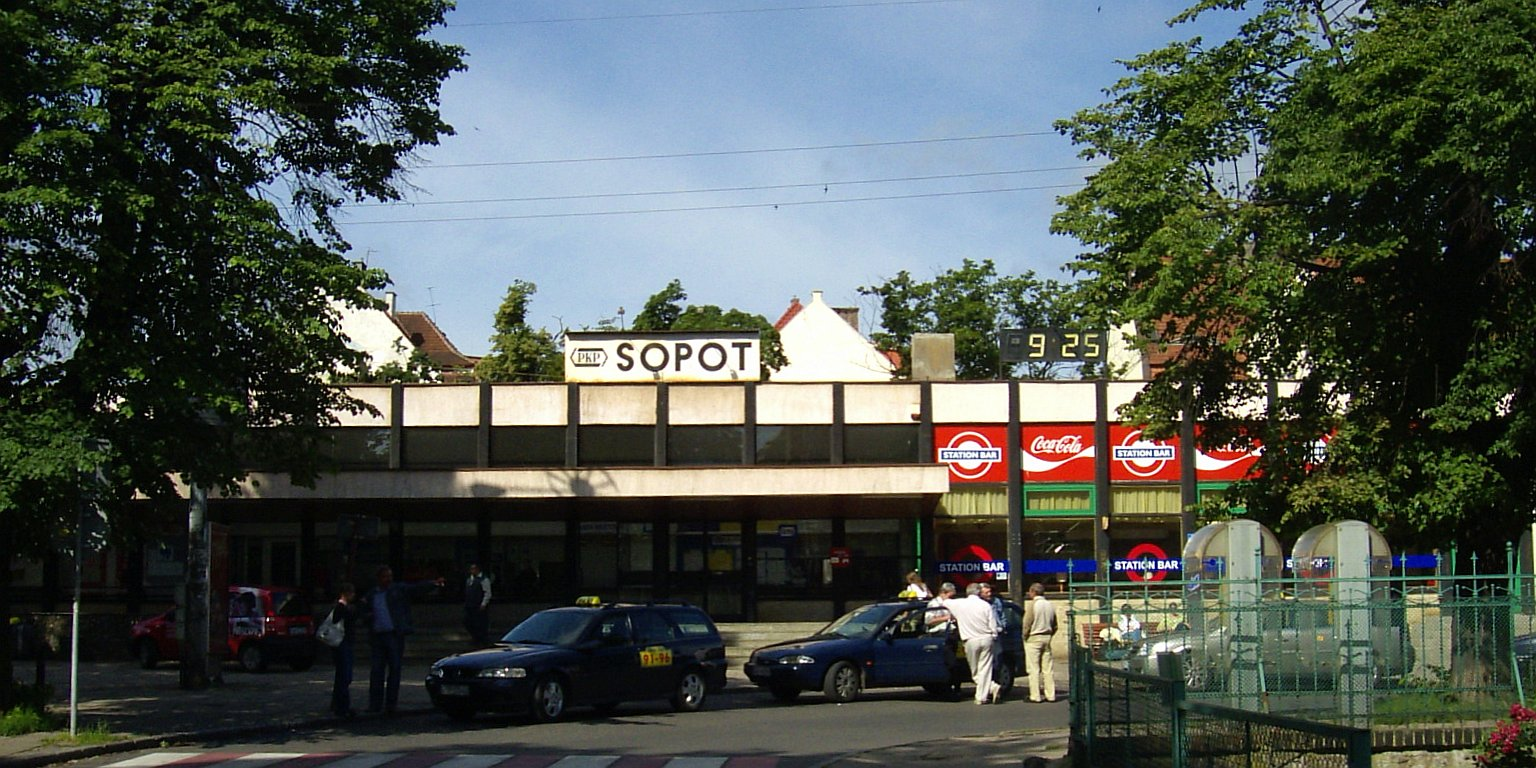
Сопот (залізнична станція)